# Le Plessis-Sainte-Opportune
 Le Plessis-Sainte-Opportune  là một xã thuộc tỉnh Eure trong vùng Normandie miền bắc nước Pháp.